# Arguň
Arguň (rusky Аргунь, čínsky znaky 额尔古纳河) je řeka na hranicích Zabajkalského kraje v Rusku a autonomní oblasti Vnitřní Mongolsko v ČLR. Je dlouhá 1620 km. Plocha povodí měří 164 000 km².

## Průběh toku
Pravou zdrojnicí řeky je Chaj-lar-che, která pramení v pohoří Velký Chingan v ČLR. Levou zdrojnicí se na konci 20. století stala řeka Kerulen, která vytvořila stálý odtok z jezera Chulun núr a její dolní tok tak ústí do řeky Chaj-lar-che na rusko-čínské hranici, kde se mění její název na Arguň. Ta teče nejprve v široké dolině, přičemž také říční údolí je rozlehlé. Tam do ní zprava vtéká řeka Derbul. Níže směrem k soutoku s Šilkou se dolina zužuje. Pod tímto soutokem se již řeka jmenuje Amur, jehož je tak Arguň pravou zdrojnicí.

### Hlavní přítoky
- zleva – Urov, Urjumkan, Gazimur
- zprava – Ken-che, Nüe-che

## Vodní režim
Zdrojem vody jsou převážně dešťové srážky. Zamrzá na konci listopadu a rozmrzá na začátku května.

## Využití
Vodní doprava je možná. V řece žije přibližně 60 druhů ryb, z nichž se průmyslově zpracovávají především amuři, kapři a kety.

## Historie
Od 2. poloviny 17. století po řece vedla tržní cesta ze Sibiře k centrům východní Číny.